# El Pago
El Pago o El Portatge es una localidad del municipio de Subirats, en la comarca del Alto Panadés, en la provincia de Barcelona, Cataluña, España.

## Toponimia
El origen del topónimo es un poco confuso porque se encuentran varias versiones sobre este, aunque la más popular dice que proviene de la palabra portazgo, ya que en este lugar se realizaba esta actividad.

## Historia
El núcleo del Pago se empezó a formar a partir de la construcción de la carretera de Tarragona hacia Barcelona por orden de Carlos III en 1761.
Entre el  22 y 23 de enero de 1939 en las montañas del Pago sucedió una batalla entre las tropas franquistas y republicanas, cuando los republicanos se atrincheraron en las montañas frente la carretera, aunque la batalla llegó adentro del pueblo. Hoy en día existe un Centro de Interpretación relacionado con la batalla.

## Lugares de interés

### Yacimientos íberos
Se trata de unos yacimientos de los siglos III y I a. C. Fueron encontrados el año 1976 mientras un agricultor, Antonio Forns, trabajaba aplanando el campo, este se comunicó al Director de la Sección de Arqueología del Museo de Vilafranca que junto a un equipo se encargó de investigar el terreno. Se encontraron diferentes trozos de cerámica y herramientas para realizarlas, además de un molino de piedra. El agricultor también reconoció haber visto unas manchas oscuras repetidas sin orden alrededor de la colina, pero que fueron destruidas al haber aplanado el terreno.

### Centro de Interpretación de la Última Defensa de Barcelona
Este centro se debe a la batalla sucedida en el Pago durante la Guerra Civil, este reúne restos e información de la batalla.

### Cruz del Pago
Cruz conmemorativa situada entre San Pablo de Ordal y El Pago.